# 2003 QV90
2003 QV90, também escrito como 2003 QV90, é um objeto transnetuniano que está localizado no Cinturão de Kuiper, uma região do Sistema Solar. Este corpo celeste é classificado como um cubewano. Ele possui uma magnitude absoluta de 7,0 e tem um diâmetro estimado com 175 km.

## Descoberta
2003 QS91 foi descoberto no dia 23 de agosto de 2003 pelo astrônomo Marc W. Buie.

## Órbita
A órbita de 2003 QS91 tem uma excentricidade de 0,055 e possui um semieixo maior de 43,710 UA. O seu periélio leva o mesmo a uma distância de 41,301 UA em relação ao Sol e seu afélio a 46,119 UA.